# Jin Zhangwei
| 263906 Yuanfengfang | 21 marzo 2009    |
| 546843 Xuzhijian    | 27 dicembre 2011 |

Jin Zhangwei (金彰偉T, Jín ZhangweiP; 1968) è un astronomo cinese, in contesto anglosassone noto come Chang-Wei Jin.
Il Minor Planet Center gli accredita le scoperte di due asteroidi, effettuate tra il 2009 e il 2011, di cui una in collaborazione con Gao Xing.
Gli è stato dedicato l'asteroide 546844 Jinzhangwei .